# Markandapura, Kolar
Markandapura là một làng thuộc tehsil Kolar, huyện Kolar, bang Karnataka, Ấn Độ.